# Chapter 24
«Chapter 24» es el título de una canción para el LP The Piper at the Gates of Dawn de Pink Floyd. Fue escrita por Syd Barrett y su letra se inspira en el capítulo 24 del oráculo chino I Ching (El libro de los cambios).

## I Ching

Hexagrama 24 del I Ching.

No se sabe qué traducción usó Barrett. Parte de la letra encaja con la traducción de Wilhelm y Baynes de 1950, y parte con la traducción de Legge de 1899. El capítulo 24 explica el significado del hexagrama Fû ("regreso").
"A movement is accomplished in six stages..." ("Un movimiento se lleva a cabo en seis etapas") - Este verso inicial de la letra se refiere a las instrucciones para realizar una tirada del I Ching, que se lleva a cabo en seis etapas, una por cada fila del hexagrama, y se utiliza para seleccionar un hexagrama y su capítulo correspondiente. Esta línea es de la traducción alemana de Richard Wilhelm, trducida a su vez al inglés por Cary F. Baynes. En el comentario alemán de Wilhelm al Juicio dice (I Ging. Das Buch der Wandlungen. Eugen Diederichs Verlag, Jena 1924): "Alle Bewegungen vollziehen sich in sechs Stufen. Die siebente Stufe bringt dann die Wiederkehr." y Baynes traduce: "All movements are accomplished in six stages, and the seventh brings return." (véase también el próximo párrafo). Helena Jacoby de Hoffmann tradujo aquel texto alemán de Richard Wilhelm así: "Los movimientos se realizan en seis escalas. La séptima trae consigo el Retorno." (H.J. de Hoffmann, Editorial Cuatro Vientos, Santiago de Chile, 1983; Gaia Ediciones, Madrid, 2006, ISBN 84-8445-164-X).
"...And the seventh brings return..." ("Y el séptimo trae el regreso") - Un tema importante en este capítulo es que el individuo puede ir y venir libremente sin gran problema, aunque la última fila del hexagrama (la fila superior) toma la posición contraria. Se alude a un viaje que lleva seis días y "al séptimo día llega el regreso" (tr. de Legge).
"...For seven is the number of the young light..." ("...Pues el siete es el número de la luz joven...") - Esto puede ser una deformación de las instrucciones de adivinación del I Ching, que traducen piezas fundidas de tallos de milenramas en valores numéricos: "siete es (el número de) el joven yang". Pero Barrett está cantando claramente "young light", y no "yang light" en la grabación. El "joven yang" es un yang cambiante; la línea sin romper del hexagrama, como puede ser vista al final del hexagrama para este capítulo, se llama yang. "Luz joven" puede referirse al sol en el solsticio de invierno. En su texto alemán Wilhelm explica en el comentario al Juicio: "Darum ist die Sieben die Zahl des jungen Lichts, die dadurch entsteht, dass die Sechs, die Zahl des grossen Dunkels, sich um eins steigert." y Baynes traduce: "Therefore seven is the number of the young light, and it arises when six, the number of the great darkness, is increased by one." (para todas las citaciones de Baynes véase: http://www.pantherwebworks.com/I_Ching/bk1h21-30.html#24). H.J. de Hoffmann traduce: "Por eso el siete es el número de la nueva luz; se origina porque el seis, que es el número de la gran oscuridad, aumenta en uno". Porque las líneas del I Ching están mirado ascendiente desde abajo hacia arriba, el "young light" (alemán: "das junge Licht"; español: "la nueva luz") es la línea abajo, que es la única línea entero del hexagrama. En su comentario al Juicio del hexagrama N.º 24 del tercer libro del I Ching Richard Wilhelm particulariza: "Nachdem die Kraft des Lichten im Zeichen Gou (Nr. 44, das Entgegenkommen) abzunehmen beginnt, kommt sie im Zeichen Fu nach sieben Wandlungen wieder." que significa en español: "Después la fuerza de la luz comienza a menguar en el hexagrama Gou (N.º 44, la Complacencia, el Encuentro), se vuélve en el hexagrama Fû al cabo de siete cambios." 
"...Change returns success..." ("El cambio produce éxito") - La primera línea de la traducción de Wilhelm y Baynes es: "Return. Success." ("Regreso. Éxito."), un resumen del hexagrama de Fû.
"...Going and coming without error..." ("Yendo y viniendo sin error") - Esto hace referencia a "Yendo dentro y viniendo fuera sin error" (de Wilhelm y Baynes, segunda línea de la traducción), y se refiere al significado de la tercera columna del hexagrama, contando desde abajo (Legge).
"...Action brings good fortune..." ("La acción trae buena fortuna") - La primera y segunda fila (desde abajo) indican "buena fortuna".
"...Sunset, sunrise..." ("Puesta del sol, salida del sol", ambas palabras repetidas a modo de estribillo). Se refiere al solsticio de invierno (ver la siguiente línea): la noche más larga del año, el lapso más grande entre la puesta del sol y la salida del sol.
"The time is with the month of winter solstice, when the change is due to come..." ("El tiempo está con el mes del solsticio de invierno, cuando el cambio está por venir") - Fû también simboliza el undécimo mes, que contiene el solsticio de invierno, el día más corto del año, cuando la duración de la luz del sol pasa de ser más corta cada día a hacerse más larga.
"...Thunder in the other course of heaven..." ("Trueno en el otro curso del cielo") - Cada hexagrama también puede verse como dos trigramas: Las tres filas de abajo (Trigrama de adentro) y las tres filas de arriba (Trigrama de fuera). Fû está compuesto de trigramas para el trueno y la tierra. La letra de la canción puede hacer referencia al hexagrama "Wú Wàng" del capítulo 25, compuesto de los trigramas del trueno y el cielo. 
Nota: Éste análisis no cubre todas las líneas de la letra.

## Personal
- Syd Barrett – voz principal, guitarra eléctrica con retroalimentación
- Richard Wright – órgano Farfisa, pianet Hohner,[1] violonchelo, armonio, voz de acompañamiento
- Roger Waters – bajo, gong
- Nick Mason – platillo mediano de acento, campanas de tubo